# Élections municipales de 2001 dans l'Oise
Les élections municipales ont eu lieu les 11 et 18 mars 2001 dans le département française de l'Oise.

## Maires sortants et maires élus
Les maires élus à la suite des élections municipales dans les communes de plus de 3 000 habitants :
| Commune             | Population | Maire sortant      | Parti | Parti | Maire élu          | Parti | Parti |
| ------------------- | ---------- | ------------------ | ----- | ----- | ------------------ | ----- | ----- |
| Beauvais            | 55 392     | Walter Amsallem    |       | PS    | Caroline Cayeux    |       | RPR   |
| Chambly             | 9 138      | Michel Françaix    |       | PS    | Michel Françaix    |       | PS    |
| Chantilly           | 10 902     | Éric Woerth        |       | RPR   | Éric Woerth        |       | RPR   |
| Clermont            | 9 699      | André Vantomme     |       | PS    | Claude Gewerc      |       | PS    |
| Compiègne           | 41 076     | Philippe Marini    |       | RPR   | Philippe Marini    |       | RPR   |
| Creil               | 30 675     | Jean Anciant       |       | PS    | Christian Grimbert |       | PS    |
| Crépy-en-Valois     | 10 065     | Pierre Praddaude   |       | DVD   | Pierre Praddaude   |       | DVD   |
| Gouvieux            | 9 402      | Patrice Marchand   |       | RPR   | Patrice Marchand   |       | RPR   |
| Méru                | 12 711     | Yves Leblanc       |       | DVD   | Yves Leblanc       |       | DVD   |
| Montataire          | 12 048     | Jean-Pierre Bosino |       | PCF   | Jean-Pierre Bosino |       | PCF   |
| Nogent-sur-Oise     | 19 148     | Claude Brunet      |       | RPR   | Claude Brunet      |       | RPR   |
| Noyon               | 14 471     | Bertrand Labarre   |       | RPR   | Bertrand Labarre   |       | RPR   |
| Pont-Sainte-Maxence | 12 445     | Jean Doisy         |       | PS    | Antoine Aubrée     |       | RPR   |
| Senlis              | 6 243      | Arthur Dehaine     |       | RPR   | Arthur Dehaine     |       | RPR   |

### Résultats en nombre de mairies
| Partis       | Partis                           | Maires sortants | Maires élus | Évolution       |
| ------------ | -------------------------------- | --------------- | ----------- | --------------- |
|              | Parti communiste français        | 1               | 1           | en stagnation   |
|              | Parti socialiste                 | 5               | 3           | en diminution   |
| Total Gauche | Total Gauche                     | 6               | 4           | en diminution   |
|              | Divers Droite                    | 2               | 2           | en stagnation   |
|              | Rassemblement pour la République | 6               | 8           | en augmentation |
| Total Droite | Total Droite                     | 8               | 10          | en augmentation |

## Résultats

### Beauvais
Maire sortant : Walter Amsallem (PS)
|                | Caroline Cayeux   | RPR            | 4 632          | 28,37  | 8 961  | 47,37  |        |  |  |
|                | Walter Amsallem*  | (PS)           | 8 534          | 45,78  | 8 219  | 43,45  |        |  |  |
|                | Thierry Aury      | (PCF)          | 2 534          | 13,04  |        |        |        |  |  |
|                | Jacques Néhorai   | DVD            | 1 926          | 10,33  | 1 736  | 9,18   |        |  |  |
|                | Laurent Isoré     | MNR            | 1 500          | 8,05   |        |        |        |  |  |
|                | Dominique Pruvost | FN             | 1 242          | 6,66   |        |        |        |  |  |
|                | François Gairin   | (PS)           | 825            | 4,25   |        |        |        |  |  |
|                | François Laporte  | (LO)           | 454            | 2,34   |        |        |        |  |  |
|                |                   |                |                |        |        |        |        |  |  |
| Inscrits       | Inscrits          | Inscrits       | Inscrits       | 31 585 | 100,00 | 31 585 | 100,00 |  |  |
| Abstentions    | Abstentions       | Abstentions    | Abstentions    | 12 005 | 38,01  | 11 825 | 37,44  |  |  |
| Votants        | Votants           | Votants        | Votants        | 19 579 | 61,99  | 19 760 | 62,56  |  |  |
| Blancs et nuls | Blancs et nuls    | Blancs et nuls | Blancs et nuls | 791    | 2,51   | 844    | 2,67   |  |  |
| Exprimés       | Exprimés          | Exprimés       | Exprimés       | 18 641 | 59,02  | 18 916 | 59,89  |  |  |

*sortant

### Chambly
Maire sortant : Michel Françaix (PS)
|                | Michel Françaix*  | PS             | 1 597          | 63,7  |         |  |  |  |  |
|                | Jean-Pierre Yhuel | DVG            | 910            | 36,30 |         |  |  |  |  |
|                |                   |                |                |       |         |  |  |  |  |
| Inscrits       | Inscrits          | Inscrits       | Inscrits       | 5 312 | 100,00  |  |  |  |  |
| Abstentions    | Abstentions       | Abstentions    | Abstentions    | 2 273 | 42,79   |  |  |  |  |
| Votants        | Votants           | Votants        | Votants        | 3 039 | 57,21   |  |  |  |  |
| Blancs et nuls | Blancs et nuls    | Blancs et nuls | Blancs et nuls | 532   | 10,02   |  |  |  |  |
| Exprimés       | Exprimés          | Exprimés       | Exprimés       | 2 507 | 82,49 % |  |  |  |  |

*sortant

### Chantilly
Maire sortant : Éric Woerth (RPR)
|                | Éric Woerth*             | RPR            | 2 475          | 62,63 |        |  |  |  |  |
|                | Dominique Louis-Dit-Trio | PS             | 924            | 23,38 |        |  |  |  |  |
|                | Jean-Marie Carlhian      | MNR            | 300            | 7,59  |        |  |  |  |  |
|                | Françoise Tieche         | DVD            | 253            | 6,40  |        |  |  |  |  |
|                |                          |                |                |       |        |  |  |  |  |
| Inscrits       | Inscrits                 | Inscrits       | Inscrits       | 7 509 | 100,00 |  |  |  |  |
| Abstentions    | Abstentions              | Abstentions    | Abstentions    | 3 465 | 46,14  |  |  |  |  |
| Votants        | Votants                  | Votants        | Votants        | 4 044 | 53,86  |  |  |  |  |
| Blancs et nuls | Blancs et nuls           | Blancs et nuls | Blancs et nuls | 92    | 1,23   |  |  |  |  |
| Exprimés       | Exprimés                 | Exprimés       | Exprimés       | 3 952 | 52,63  |  |  |  |  |

*sortant

### Creil
| Composition du conseil municipal de Creil. |                          |                               |              |              |             |             |    |
| Tête de liste                              | Tête de liste            | Liste                         | Premier tour | Premier tour | Second tour | Second tour | CM |
| Tête de liste                              | Tête de liste            | Liste                         | Voix         | %            | Voix        | %           | CM |
|                                            | Christian Grimbert       | Gauche (PS - PCF - MDC - PRG) | 2 195        | 33,52        | 2 892       | 40,65       | 28 |
|                                            | Guilhem Ricalens         | Droite (RPF - UDF - RPR - DL) | 2 138        | 32,65        | 2 831       | 39,79       | 8  |
|                                            | Dominique Madelin        | Les Verts                     | 895          | 13,67        | 817         | 11,48       | 2  |
|                                            | Jean-Pierre Héloir       | Divers droite                 | 709          | 10,83        | 574         | 8,07        | 1  |
|                                            | Roland Szpirko           | Extrême gauche (LO)           | 611          | 9,33         |             |             |    |
|                                            |                          |                               |              |              |             |             |    |
| Suffrages exprimés                         | Suffrages exprimés       | Suffrages exprimés            | 6 548        | 94,20        | 7 114       | 96,59       |    |
| Votes blancs et nuls                       | Votes blancs et nuls     | Votes blancs et nuls          | 403          | 5,80         | 251         | 3,41        |    |
| Total                                      | Total                    | Total                         | 6 951        | 100          | 7 365       | 100         | 39 |
| Abstention                                 | Abstention               | Abstention                    | 6 088        | 46,69        | 5 676       | 43,52       |    |
| Inscrits / participation                   | Inscrits / participation | Inscrits / participation      | 13 039       | 53,31        | 13 041      | 56,48       |    |